# Aldo Bahamonde

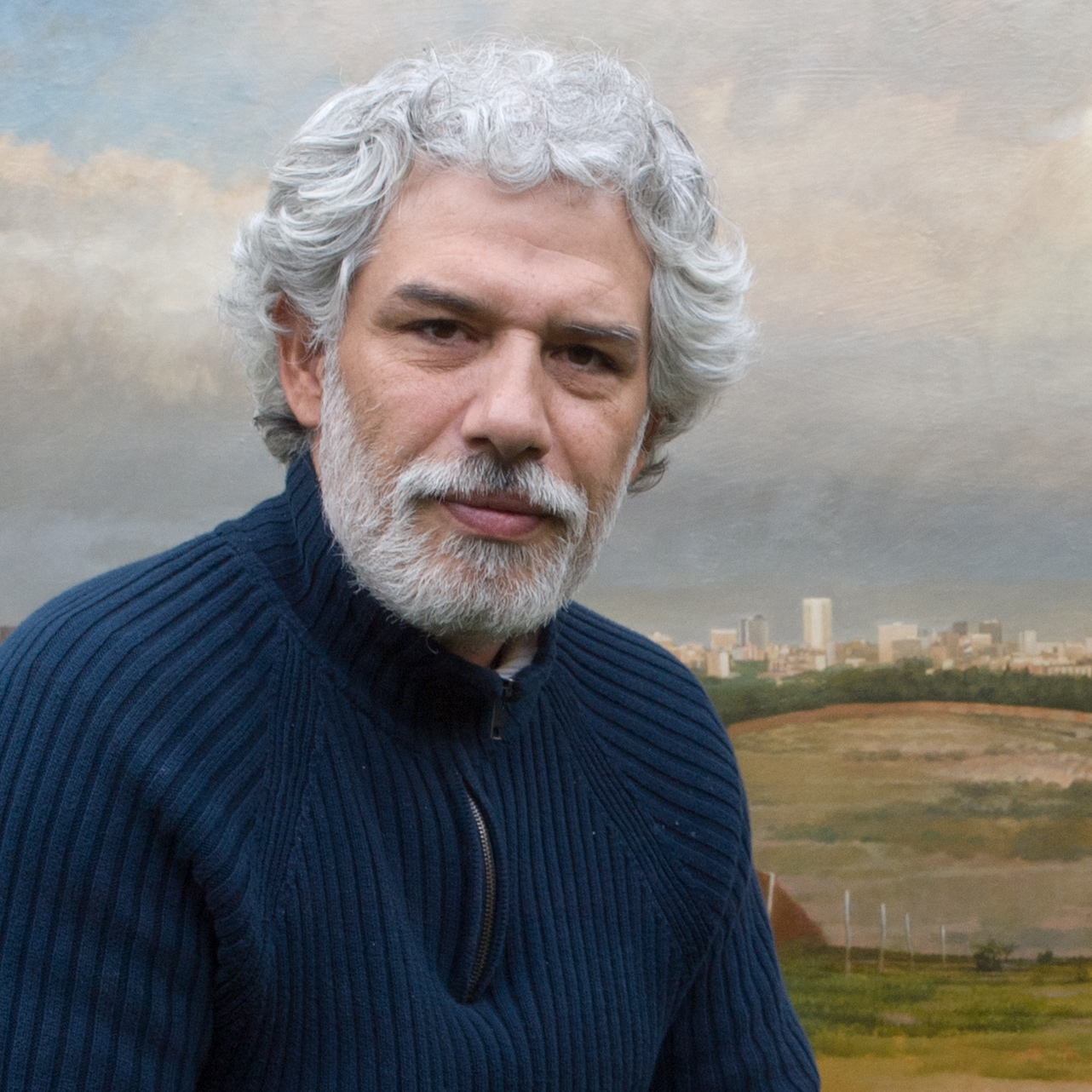
Aldo Bahamonde 2011

Aldo Bahamonde Rojas (* 14. Mai 1963 in Santiago de Chile) ist ein Maler und Bildhauer chilenischer Abstammung, der seit 1984 in Spanien lebt.

## Leben
Bahamonde wurde 1963 als Sohn von William und Norma Bahamonde in Santiago de Chile geboren. Sehr früh wurde sein Talent für die Malerei erkannt. Im Alter von 21 Jahren zog er nach Spanien um seine Karriere voranzubringen. Er studierte dort zunächst von 1985 bis 1988 an der Fakultät der Schönen Künste der Universität Complutense Madrid. Er war auch ein Schüler des Malers Guillermo Muñoz Vera. Im Jahr 1991 wurde Bahamondes erste Tochter geboren. 1994 zog er nach Teneriffa, wo er  mehr als 40 Werke, darunter Ölgemälde, Zeichnungen und Skulpturen schuf. Von 1998 bis 2005 arbeitete er mit dem Kunstmuseum in Torrelaguna zusammen. 2008 spendete er dem Präsidentenpalast von Chile ein Gemälde des Präsidenten Salvador Allende.

## Werk
Zu Bahamondes Werk gehören vor allem Ölbilder und Kohlezeichnungen, auf denen er überwiegend Menschen darstellt, außerdem Landschaften und Stillleben. Teilweise gibt er seine Motive realistisch wieder, teilweise in einem surrealen Stil. Er verwendet hauptsächlich verhaltene, helle Farben.
Seit 1988 stellt Bahamonde regelmäßig aus, vor allem in Madrid. 1989 hatte er dort in der Galería Figuras eine Einzelausstellung. 1991 nahm er an der Wander-Gruppenausstellung Arte Joven de Chile (junge Kunst aus Chile) teil, die unter anderem in Granada und Madrid gezeigt wurde. 1992 zeigte er seine Werke im Centro Cultural de las Rozas, gemeinsam mit Raul Eberhard (* 1955), ebenfalls ein in Chile geborener und in Spanien wirkender Maler. Im Museo de América in Madrid war Bahamonde an zwei Gruppenausstellungen beteiligt. Zunächst 2004 an Imagen de un Centenario NERUDA, auf der spanische und chilenische Künstler Pablo Neruda interpretierten, dann 2005 an einer Ausstellung, die chilenische Maler aus der 2. Hälfte des zwanzigsten Jahrhunderts zum Thema hatte. Bahamondes Gemälde Crucificado („gekreuzigt“) befindet sich in der Dauerausstellung des Museu Europeu d’Art Modern in Barcelona.